# Palau del Baró de Quadras

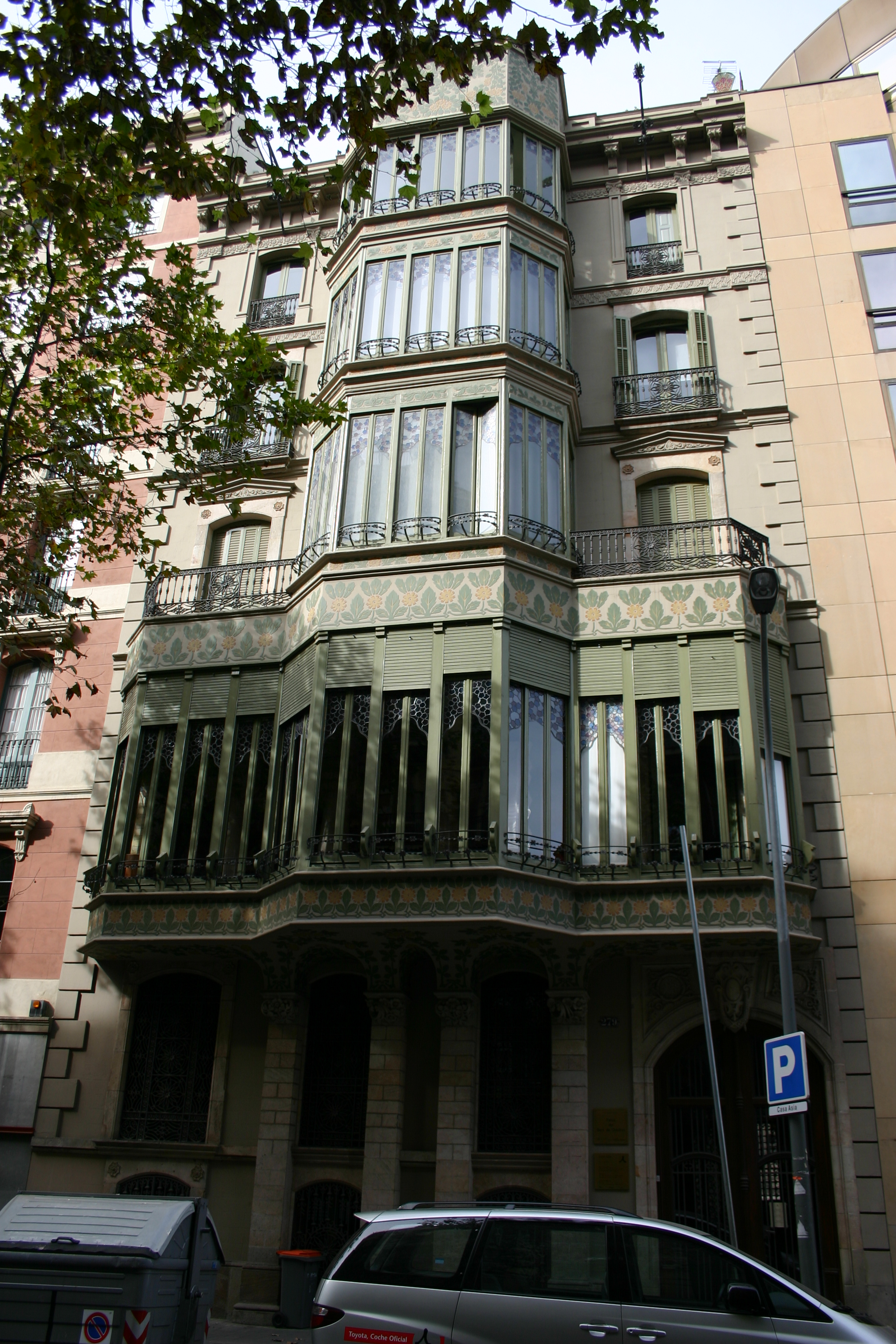
Facciata posteriore

Il Palau del Baró de Quadras è un edificio modernista, costruito tra il 1904 e il 1906 su progetto dell'architetto Josep Puig i Cadafalch, che si trova al numero 373 dell'Avinguda Diagonal di Barcellona.
L'edificio ha due facciate: quella posteriore che presenta dei graffiti floreali policromi con una tribuna su tutto il primo piano, e la cui parte centrale continua verticalmente per i quattro piani secondo lo stile della Secessione viennese, e quella principale di dodici metri di larghezza, riccamente scolpita e d'ispirazione plateresca.
La tribuna della facciata principale è l'elemento che più cattura l'attenzione ed è composta da una galleria di archi completamente scolpiti, con all'angolo alla sinistra la figura di San Giorgio in lotta con il drago di Eusebi Arnau. Al secondo piano si trovano quattro finestre di stile gotico, mentre nel terzo piano vi è una galleria e nel quarto una grande mansarda con cornicioni di legno e ceramica vetrata. La porta è stata realizzata da Manuel Ballarín in ferro battuto e vetro, mentre all'interno la scala è l'elemento più spettacolare.
Il 9 gennaio 1976 il Palau del Baró de Quadras è stato dichiarato Bien de Interés Cultural dalla Generalitat de Catalunya e oggi ospita l'istituto Ramon Llul.